# Соломатина, Нина Михайловна

Документ о присвоении Нине Соломатиной звания Заслуженной артистки РСФСР

Нина Михайловна Соломатина (по мужу — Смирнова; 30 ноября 1935, Москва — 3 июля 2017, там же) — советская эстрадная певица, заслуженная артистка РСФСР (1997).

## Биография
Родилась в Москве. Во время войны, будучи маленькой девочкой, шила вместе с мамой кисеты для табака, вязала варежки и носки для фронта. Пережила бомбёжку и голод. После школы работала на швейной фабрике, на электроламповом заводе, воспитательницей в детском саду. Затем поступила в студию эстрадного искусства, выдержав огромный конкурс. Студией руководил П. П. Васильев, художественный руководитель Николай Павлович Смирнов-Сокольский, среди педагогов были Леонид Утесов, Рина Зелёная, Серафима Бирман. Состав студийцев был сильным, достаточно сказать, что с Ниной Михайловной учились вместе Михаил Ножкин, Владимир Ухин, певцы Борис Кузнецов, Лев Полосин, Александр Василевский, Александр Вельдман, Рима Петрова. Позже учёба в студии у Рины Зелёной помогла определить основной творческий путь — исполнение детских песен, рассказов и стихов для детей. 

С 1960 г. в Москонцерте. В образе доброй, но озорной и весёлой девочки исполняла монологи, пела детские песенки (на музыку Людмилы Лядовой — «Чернобурка», «Пёрышки у птички», «Почемучка»). 40 лет проработала в Москонцерте, объездила с коллегами по цеху весь СССР, выступала в Польше, Чехословакии, Венгрии, Монголии. В её репертуаре были также песни на болгарском, чешском, литовском, итальянском языках.

Неоднократно выступала на радио и телевидении. Занималась благотворительностью — давала концерты для детей-инвалидов, пенсионеров, воинов российской армии. Писала стихи и сказки. В 2010 году Нина Михайловна выпустила сборник стихов под названием «Листая пестрые страницы».

## Семья
Муж — Владислав Михайлович Смирнов (20.10.1926 — 10.07.2006), Гвардии Полковник бронетанковых войск, ветеран Великой Отечественной войны.
Дочь — Ольга Илюхина (род. 1969), дизайнер, стилист. Внучки — София и Анна.

## Дискография
- 1982 «Озорные песенки» — Нина Соломатина «Галина песня», «Чернобурка»
- 1983 «Для Вас, Почемучки. Веселые Песенки» — Нина Соломатина «Почемучка»
- 2001 «Людмила Лядова — Молодость Души» — Нина Соломатина «Галина Песня»

Сольных пластинок нет.